# Oswald Herzog
Oswald Herzog fue un escultor y pintor alemán, nacido el año 1881 en Chojnów- Polonia y fallecido en 1939.

## Datos biográficos

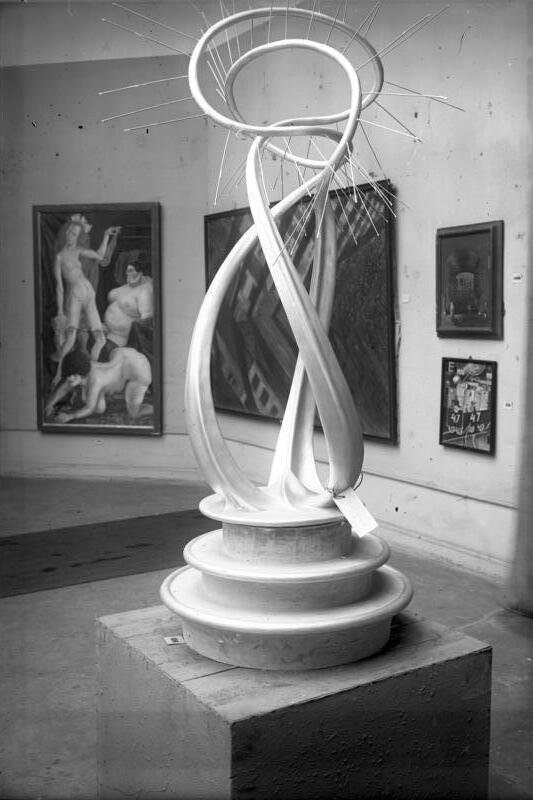
Exposición de esculturas de Herzog en Berlín en 1929.

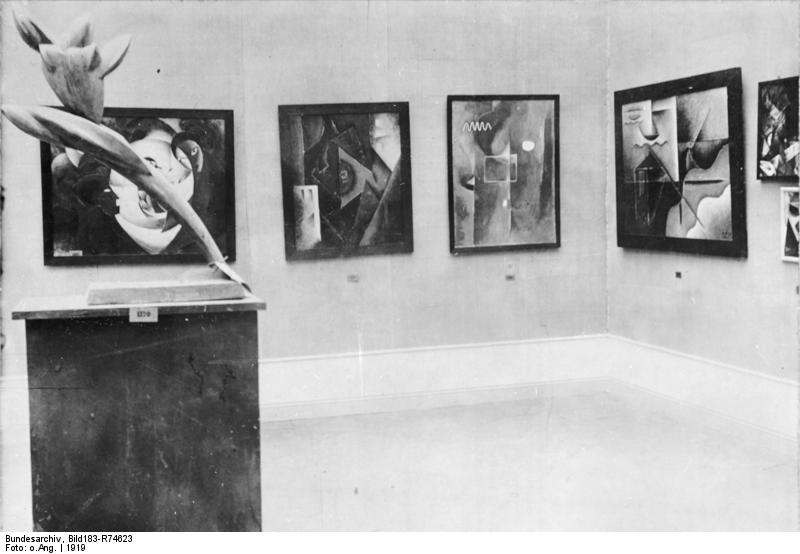
Exposición de esculturas en Berlín.

En 1919 su obra fue representada en el recinto ferial de Sturm en Berlín. Fue miembro de los grupos Arbeitsrat für Kunst y Novembergruppe . Influido por el futurismo y expresionismo, evolucionó hacia un estilo objetivista de la Nueva Objetividad. Su principal interés estuvo focalizado en el concepto de ritmo en la obra de arte. Él escribió: 

"El ritmo es la proporción de tiempo y espacio- una ley absoluta del crecimiento y la decadencia"
 „Rytmus je proporcí času a prostoru – absolutním zákonem růstu a rozkladu.“

Fue uno de los muchos artistas alemanes, cuyo trabajo fue condenado en 1933 como arte degenerado, y en 1937 expuso en la exposición Entartete Kunst de Múnich . 